# Piskupština
Piskupština (mazedonisch Пискупштина; albanisch definit Preskopshtina, indefinit Preskopshtinë) ist ein Dorf in der Gemeinde Struga im Südwesten Nordmazedoniens auf etwa 680 m Höhe. Der Ort befindet sich hinter einer Hügelkette westlich des Schwarzen Drins in den Bergen des Jablanica-Gebirges. 2021 lebten hier 145 Personen, fast ausnahmslos christlich-orthodoxe Mazedonier.